# 朵儿只班公主
朵儿只班（?—?），元朝公主，曾祖父元世祖，祖父真金太子，答剌麻八剌的女儿。
朵儿只班嫁给了弘吉剌部的首领阿里嘉室利。至大三年（1310年）雕阿不剌去世，次年，阿里嘉室利袭封鲁王。阿里嘉室利是朵儿只班姐姐祥哥剌吉的儿子。至顺年间，元文宗加号朵儿只班肃雍咸宁公主。元统元年（1333年），阿里嘉室利去世，弘吉剌部世系：特薛禅→按陈→纳陈→帖木儿→雕阿不剌→阿里嘉室利。特薛禅是成吉思汗夫人孛儿帖的父亲。按陈是忽必烈皇后察必的父亲。